# The Daily Courant

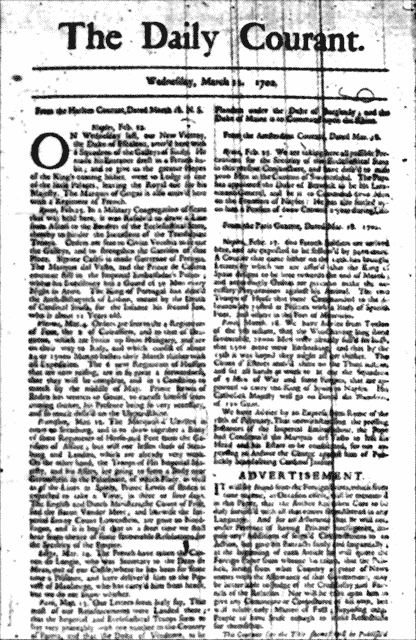
Första utgåvan av The Daily Courant
1702.

The Daily Courant, utgiven första gången 11 mars 1702, var Storbritanniens första dagstidning. Den utgavs av Elizabeth Mallet i London. Tidningen innehöll utrikesnyheter och bestod av en enda sida med annonser på baksidan. Den utgavs till 1735.